# 큰부리까마귀

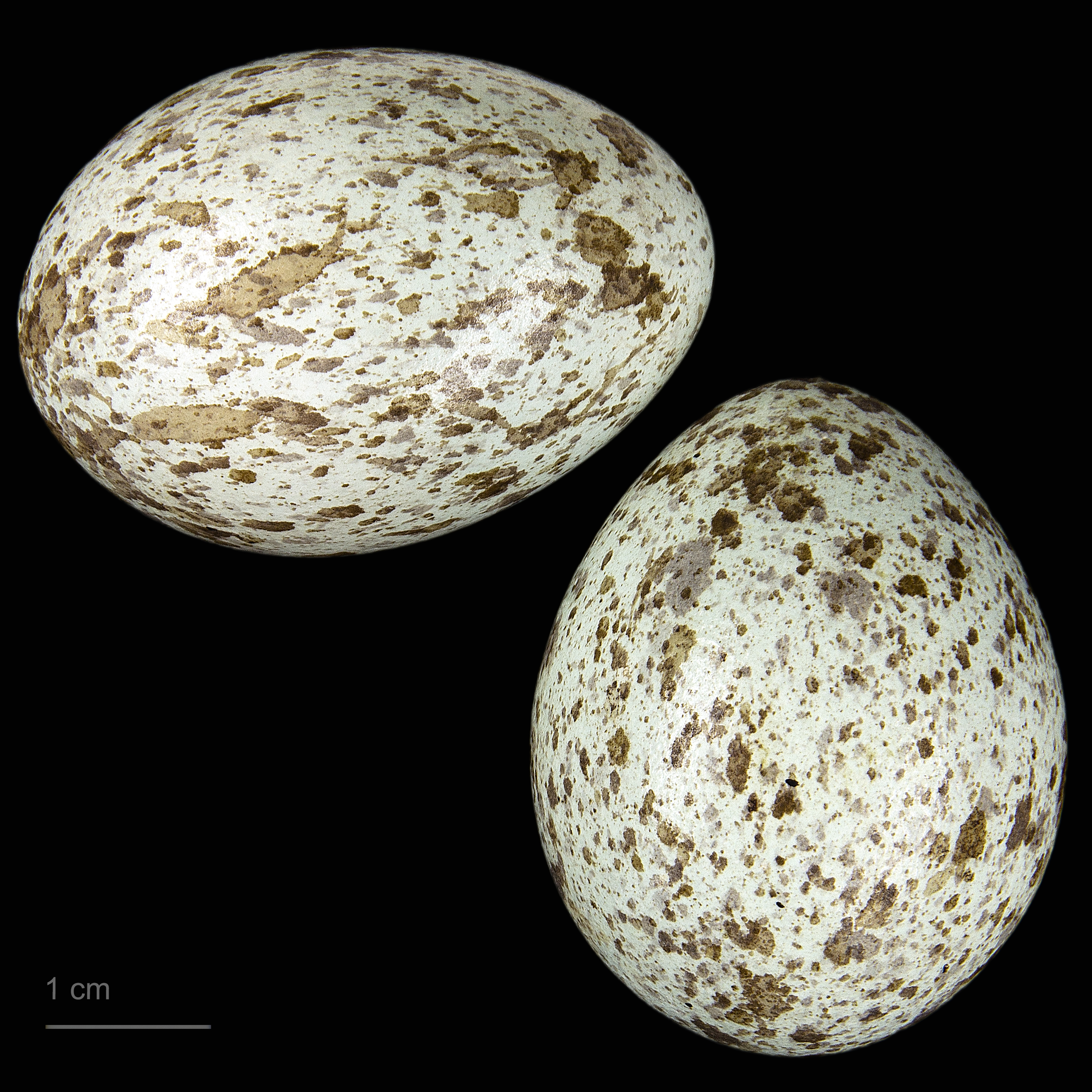
Corvus macrorhynchos

큰부리까마귀(학명: Corvus macrorhynchos)는 참새목 까마귀과에 속하는 조류의 일종이다. 한국에서 텃새이며, 부리를 제외하면 까마귀와 생김새는 같다. 부리는 이름처럼, 보통 까마귀보다 더 크고 두툼하다.